# Selenographia, sive Lunae descriptio
Selenographia, sive Lunae descriptio,  (Selenografía, o una descripción de La Luna) es un tratado astronómico clave impreso en 1647, obra de Johannes Hevelius. En este libro, Hevelius reflejó la diferencia entre su propio trabajo y el de Galileo Galilei, remarcando que la calidad de las representaciones de Galileo de la Luna en Sidereus nuncius (1610) dejaban mucho que desear. 
Selenographia... se dedicó al rey Vladislao IV de Polonia y junto con el Almagestum Novum de Riccioli/Grimaldi se convirtió en el trabajo de referencia sobre la Luna durante un siglo.
Han sobrevivido numerosos ejemplares de la obra, incluyendo los depositados en la Biblioteca Nacional de Francia, en la biblioteca de la Academia Polaca de Ciencias, en la Colección Stillman Drake de la Librería Thomas Fisher de Libros Raros de la Universidad de Toronto, y en la Biblioteca Gunnerus de la Universidad Noruega de Ciencia y Tecnología en Trondheim.

## Nomenclatura lunar

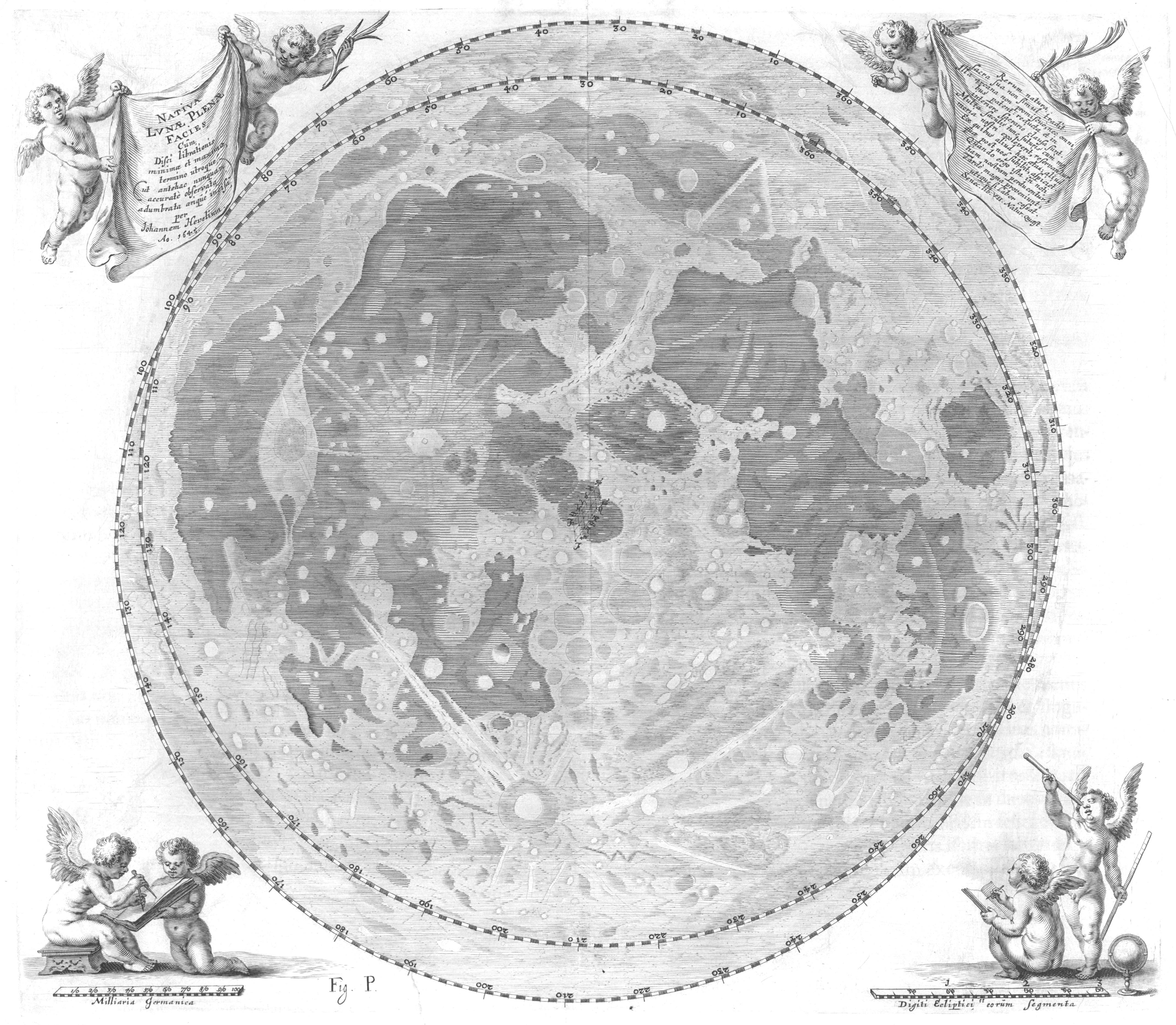
Mapa de la luna, obra de Hevelius

La Selenographia recoge los primeros nombres de montes lunares, algunos todavía utilizados. Estableciendo correlaciones con las montañas terrestres, fijó los topónimos selenográficos de una serie de cordilleras, como los montes Alpes, los montes Apeninos, los montes Taurus o los montes Haemus. 